# NGC 1092
NGC 1092 est une vaste galaxie elliptique relativement éloignée et située dans la constellation de l'Éridan. NGC 1092 a été découverte par l'astronome américain Francis Leavenworth en 1885.

## Caractéristiques
Sa vitesse par rapport au fond diffus cosmologique est de 8 639 ± 43 km/s, ce qui correspond à une distance de Hubble de 127,4 ± 8,9 Mpc (∼416 millions d'al).
À ce jour, une mesure non basée sur le décalage vers le rouge (redshift) donne une distance d'environ 116,000 Mpc (∼378 millions d'al). Cette valeur est à l'intérieur des valeurs de la distance de Hubble. Notons cependant que c'est avec la valeur moyenne des mesures indépendantes, lorsqu'elles existent, que la base de données NASA/IPAC calcule le diamètre d'une galaxie et qu'en conséquence le diamètre de NGC 1092 pourrait être d'environ 56,3 kpc (∼184 000 al) si on utilisait la distance de Hubble pour le calculer.

## Groupe compact de Hickson 21
NGC 1092 fait partie du Groupe compact de Hickson sous l'entrée HCG 21 avec les galaxies NGC 1091, NGC 1098, NGC 1099 et NGC 1100.